# Побєдіно (Славський район)
Побєдіно (рос. Победино) — селище Славського району, Калінінградської області Росії. Входить до складу Большаковського сільського поселення.
Населення — 203 особи (2015 рік).

## Населення
| 2002 | 2010 |
| ---- | ---- |
| 174  | ↗203 |